# Intus et in cute
Intus et in cute ("dentro e sotto la pelle") è una locuzione latina tratta da un emistichio di Aulo Persio Flacco (Satire, III, 30) usata generalmente per indicare la conoscenza approfondita di un individuo ("conoscere una persona intus et in cute", conoscerla nell'intimo, a fondo, anche nei suoi difetti) e, per estensione, di una materia o di una cosa ("esaminare una questione intus et in cute", esaminarla sotto ogni aspetto).
Anche se normalmente si utilizza la formulazione breve citata sopra, l'espressione completa sarebbe Ego te intus et in cute novi ("Io ti conosco dentro e sotto la pelle"). In tal caso il significato non muta sensibilmente, ma è dedicato in particolare a coloro che cercano di nascondere la propria natura reale, ricordando loro che non si è ingannati da un diverso modo di apparire perché in realtà li si conosce intus et in cute.